# Massimo Milazzo
Massimo Milazzo (Roma, 4 marzo 1947) è un attore, doppiatore, dialoghista, direttore del doppiaggio e regista teatrale italiano.

## Biografia
Attore, regista, dialoghista, direttore di doppiaggio, produttore teatrale. Direttore artistico di Festival e Rassegne teatrali. Docente nei corsi di animazione teatrale promossi dall'Unione Europea.
Allievo di Alessandro Fersen è stato aiuto di Orazio Costa Giovangigli. In qualità di attore teatrale ha partecipato in ruoli primari a 28 spettacoli. Come regista ha messo in scena decine di lavori. È stato direttore artistico di tre teatri-off della capitale: Teatro dei Cocci, Teatro La Scaletta, Teatro Testaccio. Ha fondato numerose compagnie teatrali; spiccano quelle del Teatro La Comunità con Giancarlo Sepe e “Attori&Tecnici” (Teatro Vittoria). In cinema è stato diretto tra gli altri da Roberto Rossellini, Florestano Vancini, Nanni Moretti. Ha fondato insieme a Giancarlo Sepe il Cineclub Georges Sadoul a Trastevere. È docente di animazione teatrale nei corsi di formazione promossi dall’Unione Europea.
Ha svolto anche l'attività di doppiatore, direttore del doppiaggio e dialoghista, e ha dato la voce tra gli altri a Dennis Hopper, Donald Pleasence, Richard Dreyfuss e Christopher Lloyd. Nel 2008 fonda la Lumax production, società con la quale adatta in italiano film, telefillm e serie tv per Rai, Sky, LA7, e produce spettacoli teatrali.

## Teatrografia

### Regista
- La conferenza, di Luciana Luppi (1984)
- Salto in basso, di Gennaro Aceto (1985)
- Non tutti i ladri vengono per nuocere, di Dario Fo (1985)
- I cadaveri si spediscono e le donne si spogliano, di Dario Fo (1985)
- Room Service, di John Murray e Allen Boretz (1985)
- Visone di primavera, di Peter Coke (1985)
- Sipari & siparietti, di Giorgio Lopez e Mino Caprio
- Il malloppo, di Joe Orton (1985)
- Piccole storie di misoginia, di Adriana Martino (1986)
- Monologhi, di Charles Cross (1988)
- La donna vendicativa, di Carlo Goldoni (1989)
- È arrivato Godot, di Giorgio Lopez
- Rai, che male che ci fai, di Giannalberto Purpi (1990)
- Conoscenza carnale, di Jules Feiffer (1990)
- Presto una moglie, di Daniel Prevost (1992)
- La morte bussa e i suoi effetti collaterali, di Woody Allen (1993)
- Feiffer's People, di Jules Feiffer
- Nerazzurro, di Maria Cristina Fioretti e Massimo Mirani
- Schiava d'amore, di Paola Solvic (1996)
- Ragazze alla pari, di Andrea Monti
- Coriandoli peccaminosi, di Ludovica Marineo (1995)
- Quattro cuori e un bungalow, di Giannalberto Purpi e Salvatore Scirè (1995)
- Rosa tragico, di Martino Ragusa (1995)
- Perversioni sessuali a Chicago, di David Mamet (1997)
- Dio creò le Sbandate poi se pentì, scritto da Le Sbandate (1997)
- Il meglio delle "Sbandate", scritto da Le Sbandate (1997)
- Stavo tanto bene con i miei, di Bruno Brugnola e Giannalberto Purpi (1998)
- L'orgasmo della mia migliore amica, di Rossella Monaco (1998)
- Bang! Un giallo a fumetti!?!, di Lorenzo de Feo (2000)
- Margherita, capricciosa, Napoli, quattro stagioni, di Pino Ammendola e Nicola Pistoia (2000)
- La casa infestata, di Stefano Lazzarini (2001)
- Giuseppe Pautasso, di Guido Polito e Stefano Lazzarini (2002)
- Celluliti & cellulari, di Alessandro Canale (2003)
- Camera con crimini, di Sam Bobrick e Ron Clark (2004)
- Si fa presto a fare tardi, di Vittorio Amandola (2007)
- A volte un gatto, di Cristiano Censi (2008)
- Travolti da un'insolita famiglia..., di Stefano Santerini e Luciana Frazzetto (2010)
- Comici in the city, di Luciana Frazzetto e Claudio Corinaldesi (2010)
- E se il sesso si è depresso?,  di Luciana Frazzetto (2011)
- Vieni avanti... varietà!, di Autori vari (2012)
- Gente di facili costumi, di Nino Manfredi e Nino Marino (2013)
- Vieni avanti varietà... bis!, di Autori vari (2014)
- Tutti pazzi per mamma, di Luca Giacomozzi (2015)
- Affittasi camera da letto, di Antony Marriott e Bob Grant (2015)
- Sotto lo stesso tetto, di Luca Giacomozzi (2016)
- Nei panni di una donna...?, di Luciana Frazzetto e Riccardo Graziosi (2016)
- La banda del box 23, di Antonio Romano (2017)
- Una donna per amico, di Luca Giacomozzi (2018)
- Due non è pari, di Elio Urbani (2018)
- Ho avuto una storia con la donna delle pulizie, di Nino Marino (2019)

### Attore
- Zutik! (il processo di Burgos), di Mario Maffei, regia di Mario Maffei
- Egloga, di Maricla Boggio e Franco Cuomo, regia di Maricla Boggio
- Fuenteovejuna di Lope de Vega, regia di Alessandro Fersen
- La calzolaia ammirevole, di Federico García Lorca, regia di Alessandro Fersen
- La fantesca, di Giovanni Battista Della Porta, regia di Alessandro Fersen
- Il soldato di sventura, di Tonino Conte, regia di Ruggero Rimini
- Amerikamara, di Jorge Diaz, regia di Vittorio Melloni
- La mandragola, di Niccolò Machiavelli, regia di Vittorio Melloni
- Ubu re, di Alfred Jarry, regia di Giancarlo Sepe
- Hermann, anni '30 a Berlino, di Giancarlo Sepe, regia di Giancarlo Sepe
- Zio Vania, di Anton Čechov, regia di Giancarlo Sepe
- In albis, di Giancarlo Sepe
- Accademia Ackermann, di Giancarlo Sepe
- Notte con ospiti, di Peter Weiss, regia di Attilio Corsini
- La furiosa, di Gian Battista della Porta, regia di Attilio Corsini
- La pulce nell'orecchio, di Georges Feydeau, regia di Attilio Corsini
- Non toccate Frankie & Tony, di Tonino Pulci
- Vento notturno, di Ugo Betti, regia di Orazio Costa
- Il calapranzi, di Harold Pinter, regia di Marco Lucchesi
- La bisbetica domata, di William Shakespeare, regia di Massimiliano Terzo (1989)
- Due dozzine di rose scarlatte di Aldo De Benedetti, regia di Paolo Paoloni
- Due volte Natale, di Marco Falaguasta
- Un po' di fiato... e un pizzico di follia (2008) di Pier Paola Bucchi (2008)
- Romeo e Giulietta paccavano eccome, di Mimmo Strati (2007-2009)[1]

- Cirano dacci una mano, di Mimmo Strati e Alberto Bognanni (2010)
- Hai un minuto per me, di Gianluca Crisafi, regia di Davide Lepore (2011)
- Il padrone di casa, di Rosario Galli e Gabriele Galli, regia di Claudio Boccaccini (2015)

## Filmografia

### Cinema
- Il delitto Matteotti, regia di Florestano Vancini (1973)
- Occhi dalle stelle, regia di Mario Gariazzo (1977)
- Io sono mia, regia di Sofia Scandurra (1978)
- Sogni d'oro, regia di Nanni Moretti (1981)
- La tua prima volta, regia di Arduino Sacco (1985)
- La messa è finita, regia di Nanni Moretti (1985)
- Aquero, regia di Elisabetta Valgiusti (1994)
- Odissea nell'ospizio, regia di Jerry Calà (2019)

### Televisione
- Cartesius, regia di Roberto Rossellini (1972)
- La questione nucleare, regia di R. Tortora e M. Malfatti (1979)
- Caleb Williams, di Herbert Wise (1980)
- Vivere sui pattini, regia di Stefania Casini (1988)

## Doppiaggio

### Cinema
- Donald Pleasence in L'uomo che fuggì dal futuro (ridoppiaggio), Halloween 5 - La vendetta di Michael Myers
- John Sham in Il mistero del conte Lobos, Bambole e botte
- Christopher Walken in Bulletproof Man
- Christopher Lloyd in Admissions
- John C. McGinley in Platoon
- Willie Metcalf in Sonny
- Richard Diggs in Until Death
- Eddie Velez in Romero
- Ahn Sung-kee in Arahan - Potere assoluto
- William Hoyland in Ironclad
- Joseph Long in The Legionary - Fuga all'inferno
- Jeffrey DeMunn in Another Happy Day
- Ken Campbell in Creep - Il chirurgo
- Richard Bright in L'ambulanza
- John Allen Nelson in Killer Klowns from Outer Space
- Michael Hui in Rob-B-Hood
- Paul Hogan in In viaggio con Charlie

### Televisione
- Horst Naumann in La nave dei sogni, La nave dei sogni - Viaggio di nozze
- Nick Offerman in Will & Grace (ep. 4x10), 24
- Kelsey Grammer in Frasier (st. 6-11)
- Michael Hogan in Battlestar Galactica
- Kurtwood Smith in That '70s Show
- Peter Jurasik in Babylon 5 (ridoppiaggio)
- Jeff Garlin in Curb Your Enthusiasm
- Lani Tupu in Farscape
- William Hopper in Perry Mason
- Paul Coeur in Shoebox Zoo
- Grant Taylor in UFO
- Gerd Wameling in Wolff, un poliziotto a Berlino
- Willy Schäfer in L'ispettore Derrick (4^ voce)
- Günther Schramm in La casa del guardaboschi
- Jean-François Garreaud in Crime Squad
- Sonny Chiba in I guerrieri ninja
- Rubens de Falco in Tormento d'amore - La vera storia del conte Dracula
- Roberto Pirillo in Quanto si piange per amore
- Pedro Lander in La traidora
- Mario Casillas in Il ritorno di Diana
- Alberto Fernández de Rosa in Violetta

### Film d'animazione
- Shin, Ryuken, Zed, Fox, Grande Padre in Ken il guerriero - Il film (1° doppiaggio)
- Ades in Arion
- Masaru in Akira (doppiaggio 1992)
- Genya Tachibana in Millennium Actress
- Capitano Crothers in Scooby-Doo e i pirati dei Caraibi
- Brian Gibbles in Scooby-Doo e il re dei Goblin
- Sig. Takagawa in Scooby-Doo e la spada del Samurai
- Calvin Cuddles in Scooby-Doo Abracadabradoo
- Mel Richmond in Scooby-Doo e il palcoscenico stregato
- Pops in Regular Show - Il film

### Cartoni animati
- Dott. Arthur Newman, Ragazzo Pesce, Kablamus, Lonnie lo Squalo, e Skillit in The Mask
- Dottor Animus in Ben 10, Ben 10 - Forza aliena, Ben 10: Ultimate Alien, Ben 10: Omniverse
- Hex in Ben 10 - Forza aliena, Ben 10: Ultimate Alien, Ben 10: Omniverse
- Zombozo in Ben 10: Ultimate Alien, Ben 10: Omniverse
- Magister Labrid, Baz-El (1^ voce) e Azmuth (1^ voce) in Ben 10 - Forza aliena
- Colonnello Rozum (3^ voce) e Conduit Edwards in Ben 10: Ultimate Alien
- Driba in Ben 10: Omniverse
- Hobgoblin (st. 1-2, 5) e Teschio Rosso (st. 5) in Spider-Man - L'Uomo Ragno
- Gattabuia Cal in Tom & Jerry Kids (st. 2-4)
- Tom il gatto e Droopy in Tom & Jerry Tales
- Tom il gatto in The Tom & Jerry Show
- Slam Tasmanian in Loonatics Unleashed
- Dottor Phineus Phibes in Shaggy e Scooby-Doo
- Skarr in Le tenebrose avventure di Billy e Mandy
- Gilligan in L'isola delle 1.000 avventure, Il pianeta delle 1.000 avventure
- Genkichi Momozono in Fresh Pretty Cure!
- Ernie Devlin in Devlin
- Zitzy in I Netturbani
- Glum in Le avventure di Gulliver
- Tetsu in Hi Hi Puffy AmiYumi
- Pete Puma in The Looney Tunes Show
- Voce narrante in Lohengrin
- Sami in Kangoo
- Sir Morris in I cavalieri giganti
- Alcide Jalivet in Michele Strogoff
- Henry in Rosaura
- Tedesco in I fantastici viaggi di Fiorellino
- Shun Mitaka (2^ voce) e Yotsuya (2^ voce) in Maison Ikkoku - Cara dolce Kyoko
- Prof. Ogden Wernstrom (ep. 6x24), Testa di Abraham Lincoln (ep. 6x20) e Testa di William Taft (ep. 6x20) in Futurama[2]
- Halvar in Vicky il vichingo
- Tamehiko Kawano in Desert Punk
- Pinckett in Spike Team
- Pops in Regular Show
- Shoky, Tige e Orca in Ken il guerriero
- Sir Morris in The Big Knights
- Toma E. Fiore (2^ voce), August e altri personaggi in Fairy Tail
- Elefseria, Bob, Sagittarius e Capricorn in Fairy Tail: 100 Years Quest

### Videogiochi
- Pey'j in Beyond Good & Evil (2001)[3]
- Mr. New Vegas in Fallout: New Vegas (2010)[4]
- Harlan Haide in F.3.A.R. (2011)[5]
- Vitaly in Madagascar 3 (2012)[6]
- Driba in Ben 10: Omniverse (2012)
- Capitano Gaff in Puppeteer (2013)